# Purder Bachtal und Nebenbäche
Das Naturschutzgebiet Purder Bachtal und Nebenbäche liegt auf dem Gebiet der Stadt Hückeswagen im Oberbergischen Kreis in Nordrhein-Westfalen.
Das etwa 85,5 ha große Gebiet, das im Jahr 2006 unter Naturschutz gestellt wurde, erstreckt sich südwestlich der Kernstadt Hückeswagen entlang des Purder Bachs. Westlich des Gebietes verläuft die Landesstraße L 68.

## Beschreibung
Laut Fachinformationsdienst des Landesamtes für Natur, Umwelt und Verbraucherschutz in NRW

„handelt sich um ein typisches bergisches Wiesenbachtal, welches von mehreren, in angrenzenden Hangwäldern entspringenden Quellbächen gespeist wird. Die Länge des Purder Bachtales beträgt etwa 3,7 km.
Die bis zu 60 m breite Sohle wird größtenteils landwirtschaftlich als Grünland genutzt. Der mittlere und untere Abschnitt des NSG wird von Grünland eingenommen, das in Bachnähe und Mulden oft kleinflächig vernässt ist. Einige Weiden und Wiesen im Bereich der Dörfer sind zum Teil intensiver bewirtschaftet. Im unteren Talabschnitt dominieren Glatthafer- und Honiggras-Feuchtwiesen.
Der Bach ist auf kürzeren Abschnitten naturnah. Ansonsten wurde er begradigt oder an den Talrand verlegt. Der Uferbereich ist stellenweise auf einer Breite von 3-5 m ausgezäunt. Hier haben sich Hochstaudenfluren entwickelt, teilweise wurden die Ufer mit Erlen und Eschen bepflanzt.
Das strukturreiche Waldgebiet ist morphologisch durch Quellsiefen, einige Windwurfflächen und Lichtungen stark gegliedert und wird in den Randbereichen von einigen frischen, aber recht artenarmen Mähweiden unterbrochen.
Laubwälder aus Buchen und Eichen, teils in Reinbeständen, teils in wechselnden Mischungsanteilen, nehmen 2/3 des Waldgebietes ein. 1/3 ist mit Fichtenforsten mittleren Alters bestockt.
Der Wert des Gebietes ergibt sich aus dem abschnittsweise naturnahem Bach, artenreichem Feuchtgrünland sowie den totholzreichen Buchenbeständen.
Entwicklungsziel ist Optimierung eines Bachtales als wertvoller Lebensraum für Pflanzen und Tiere und als Vernetzungsbiotop mit regionale Bedeutung im Biotopverbund.“

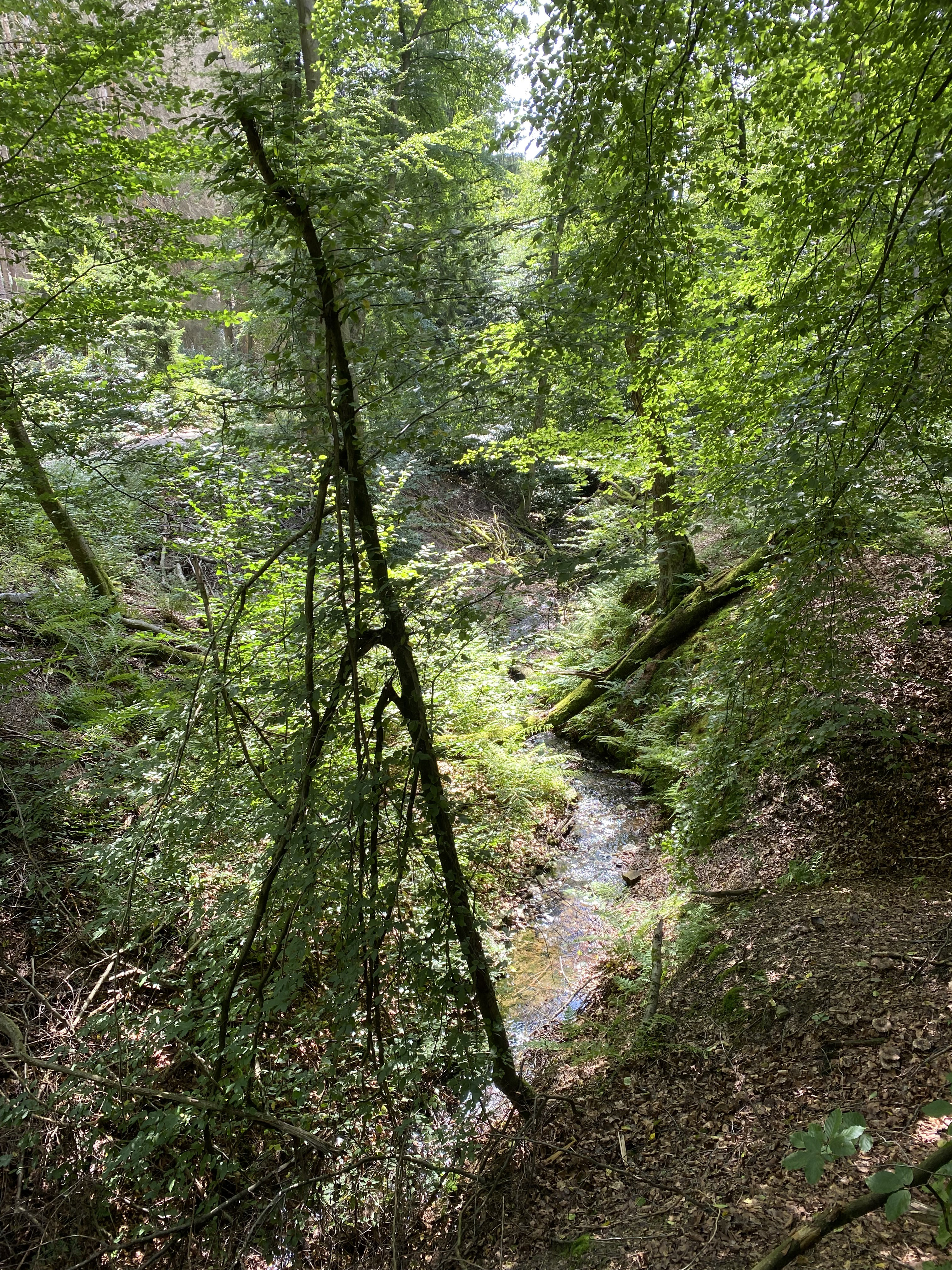
Oberlauf Purder Bach
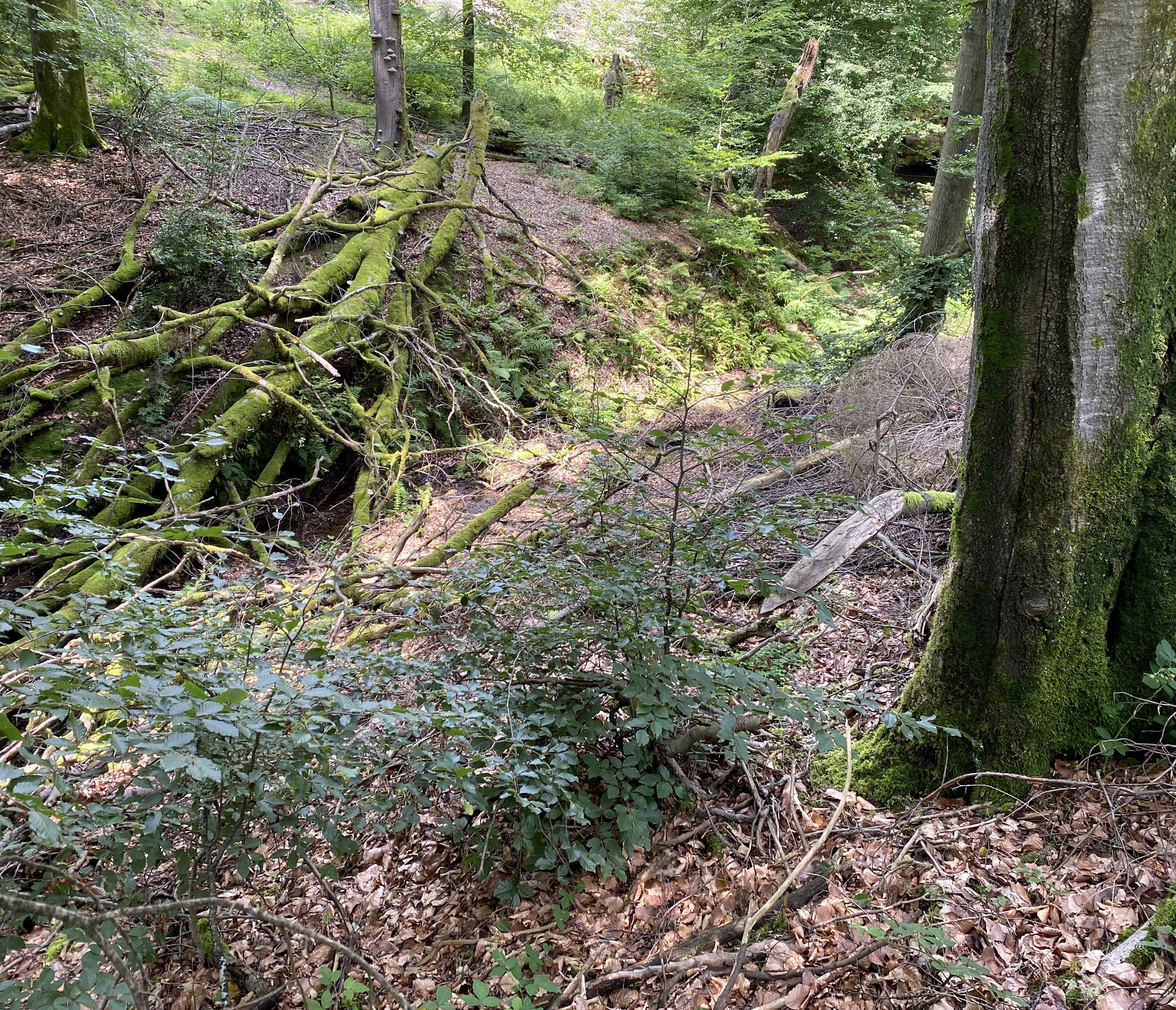
Totholz im und am Oberlauf des Purder Baches
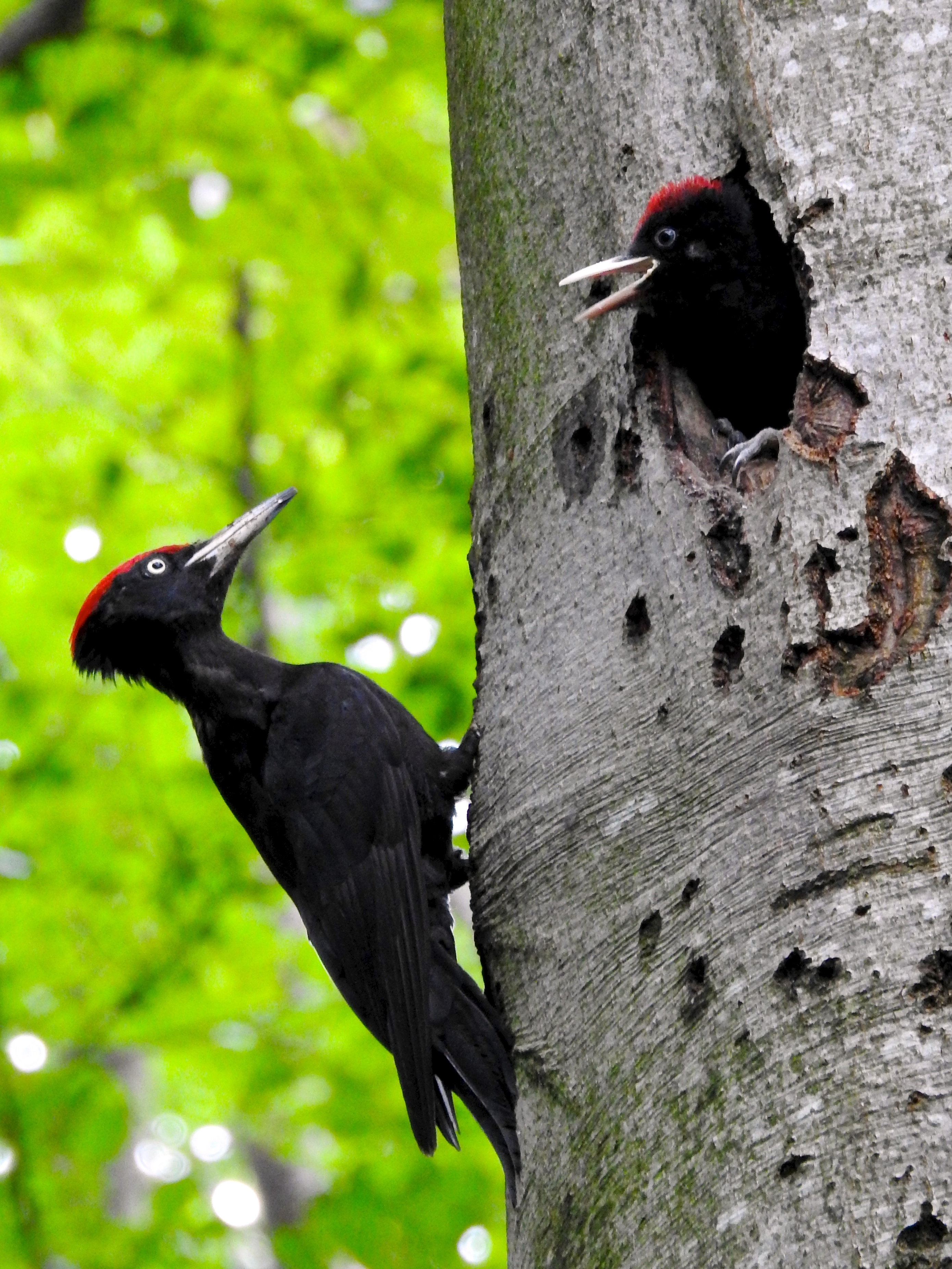
Schwarzspecht ♂ (Dryocopus martius) am Nest
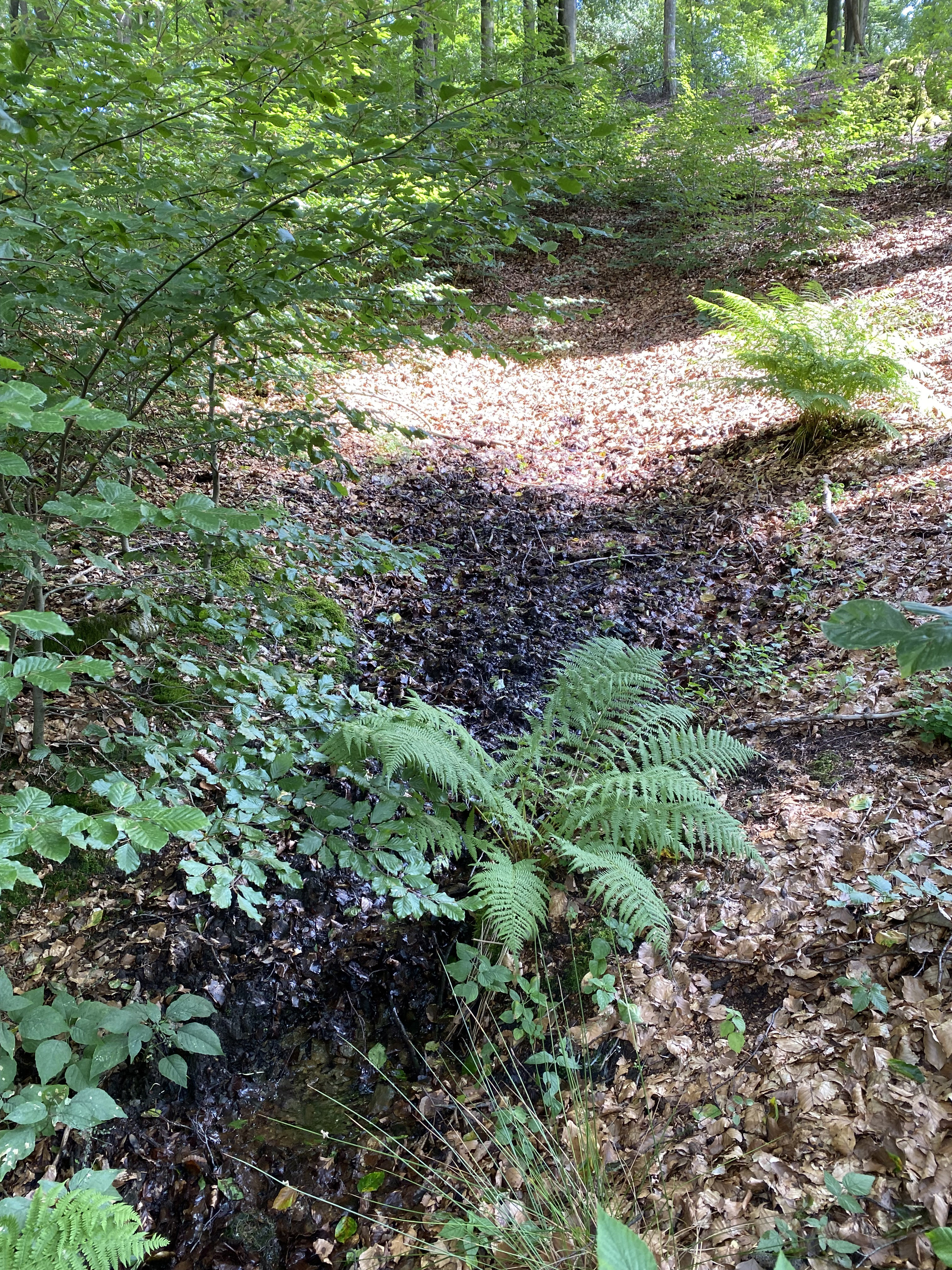
Quelle im Buchenwald im NSG
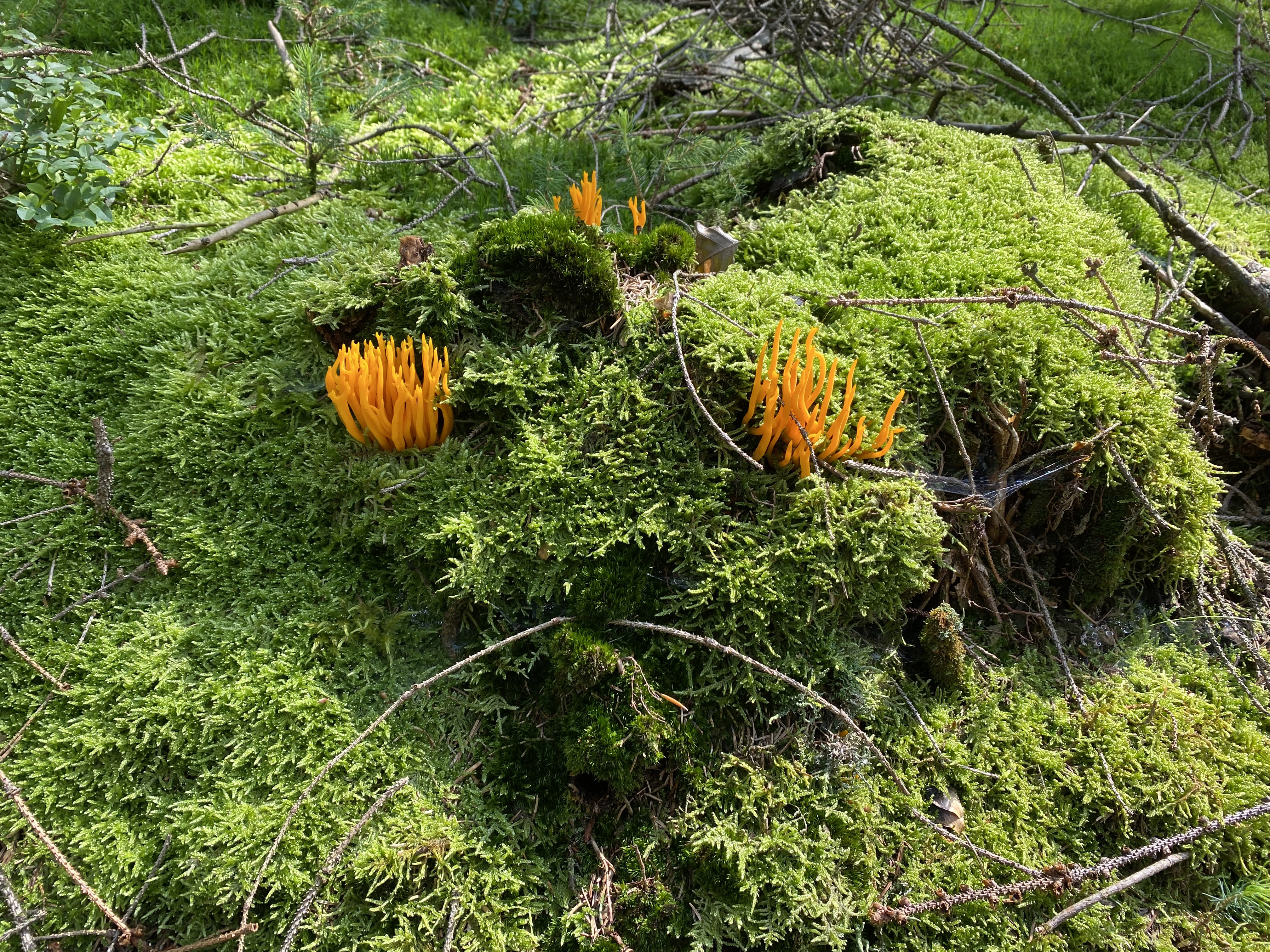
Klebriger Hörnling (Calocera viscosa) im stark bemoosten Nadelwaldboden
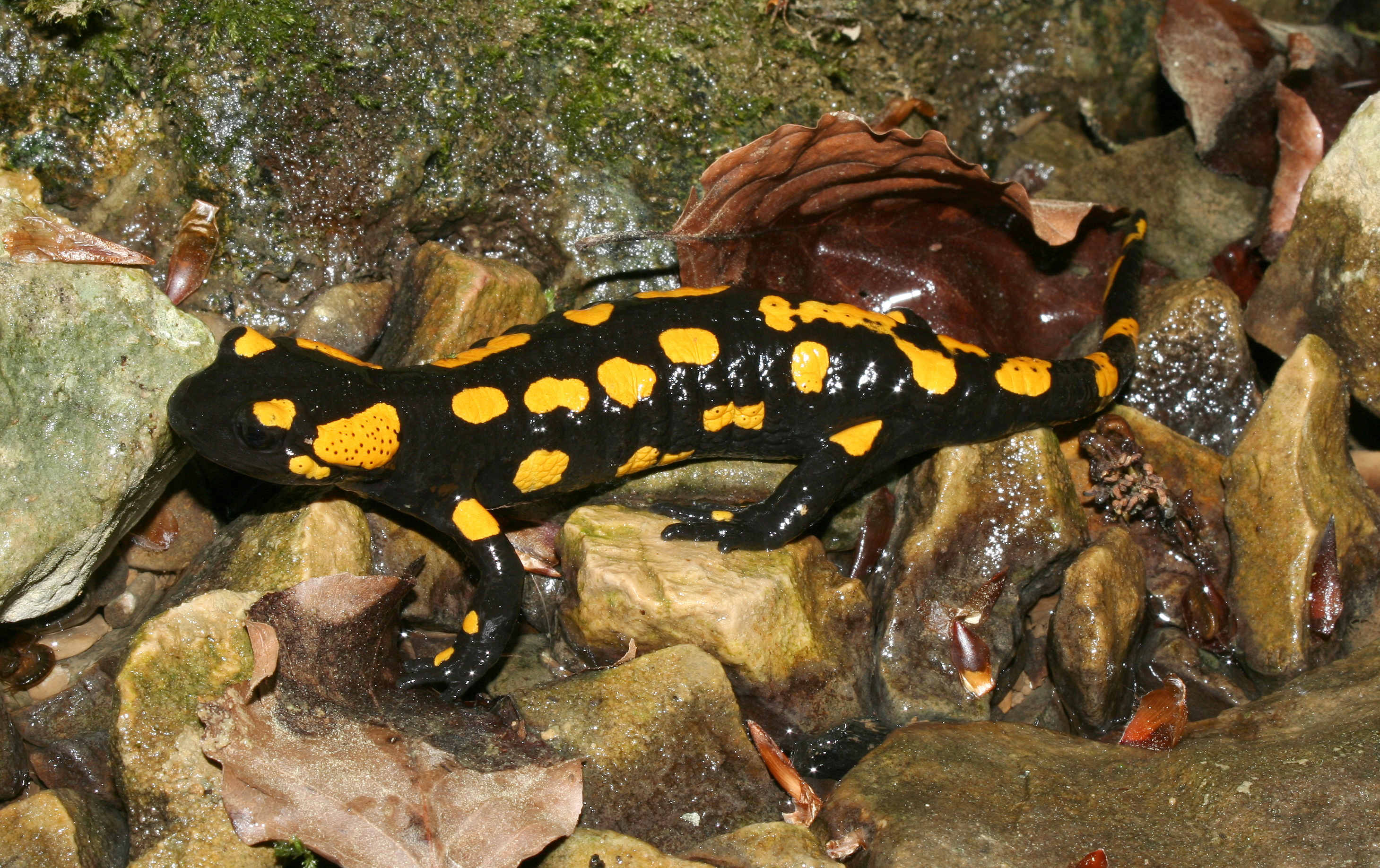
Feuersalamander (Salamandra salamandra)
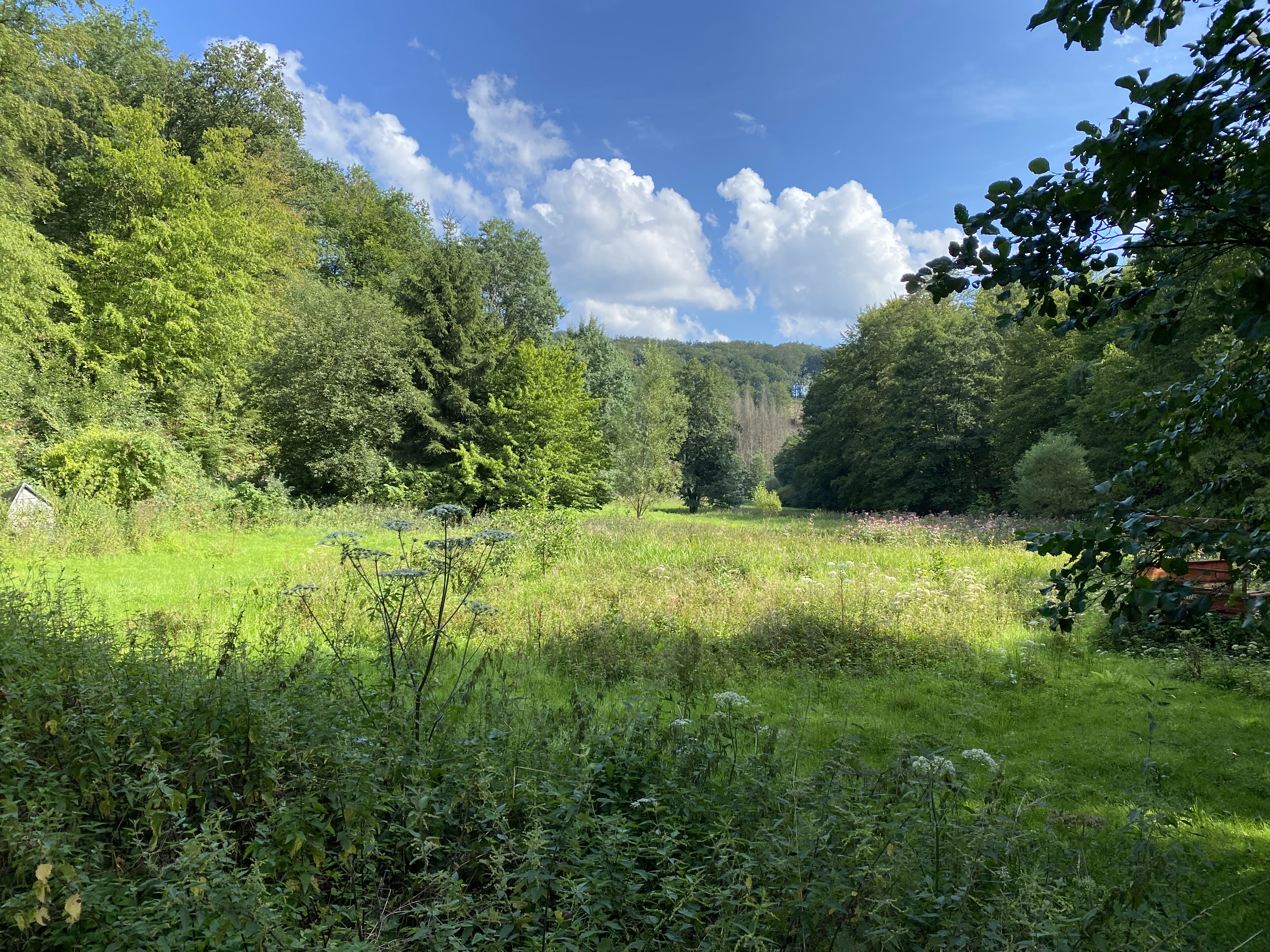
Hochstaudenflur in der Aue des Puder Bachtales bei Großkatern
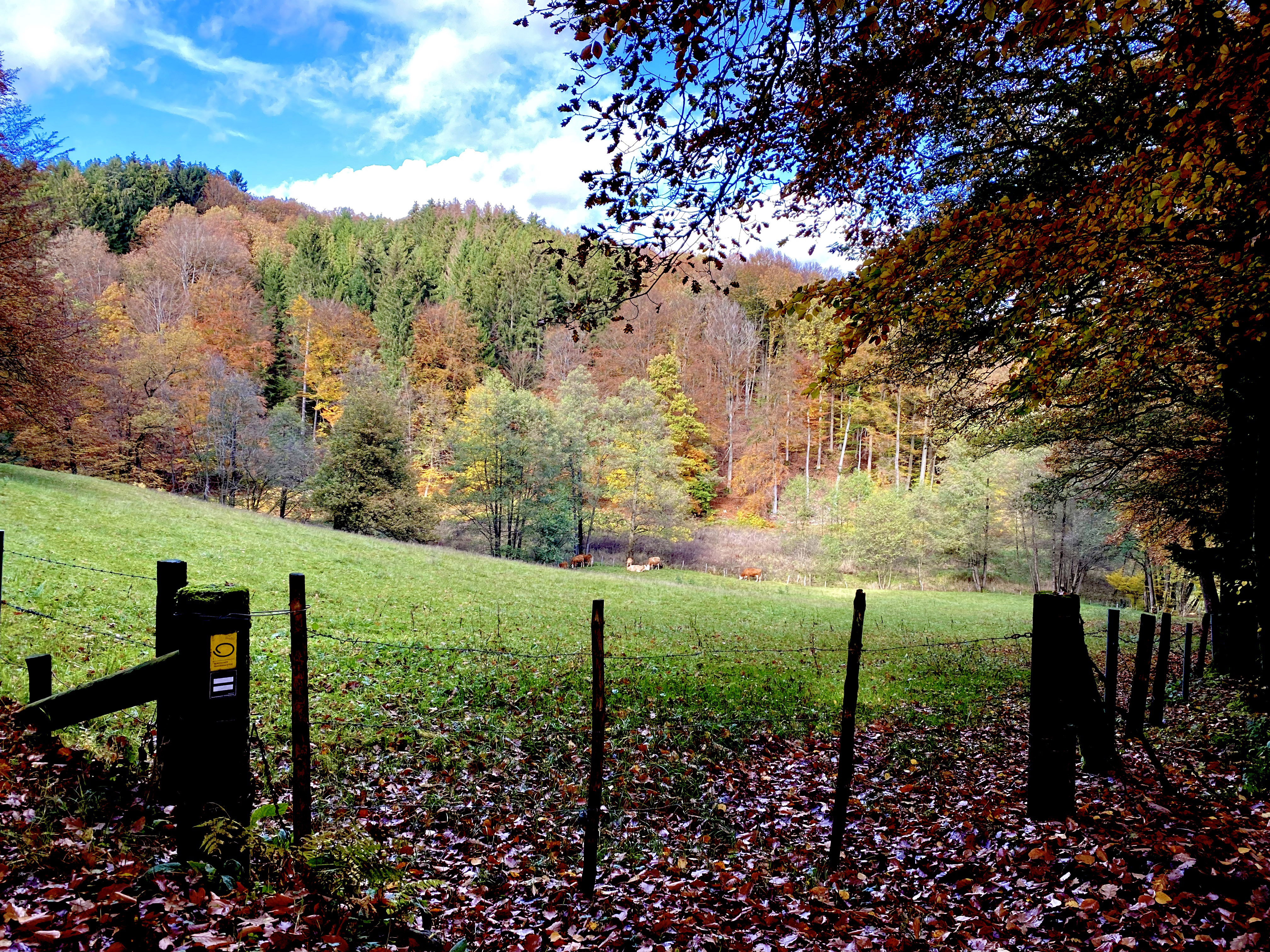
Blick ins Scheideweger Bachtal südl. Dörper Berg
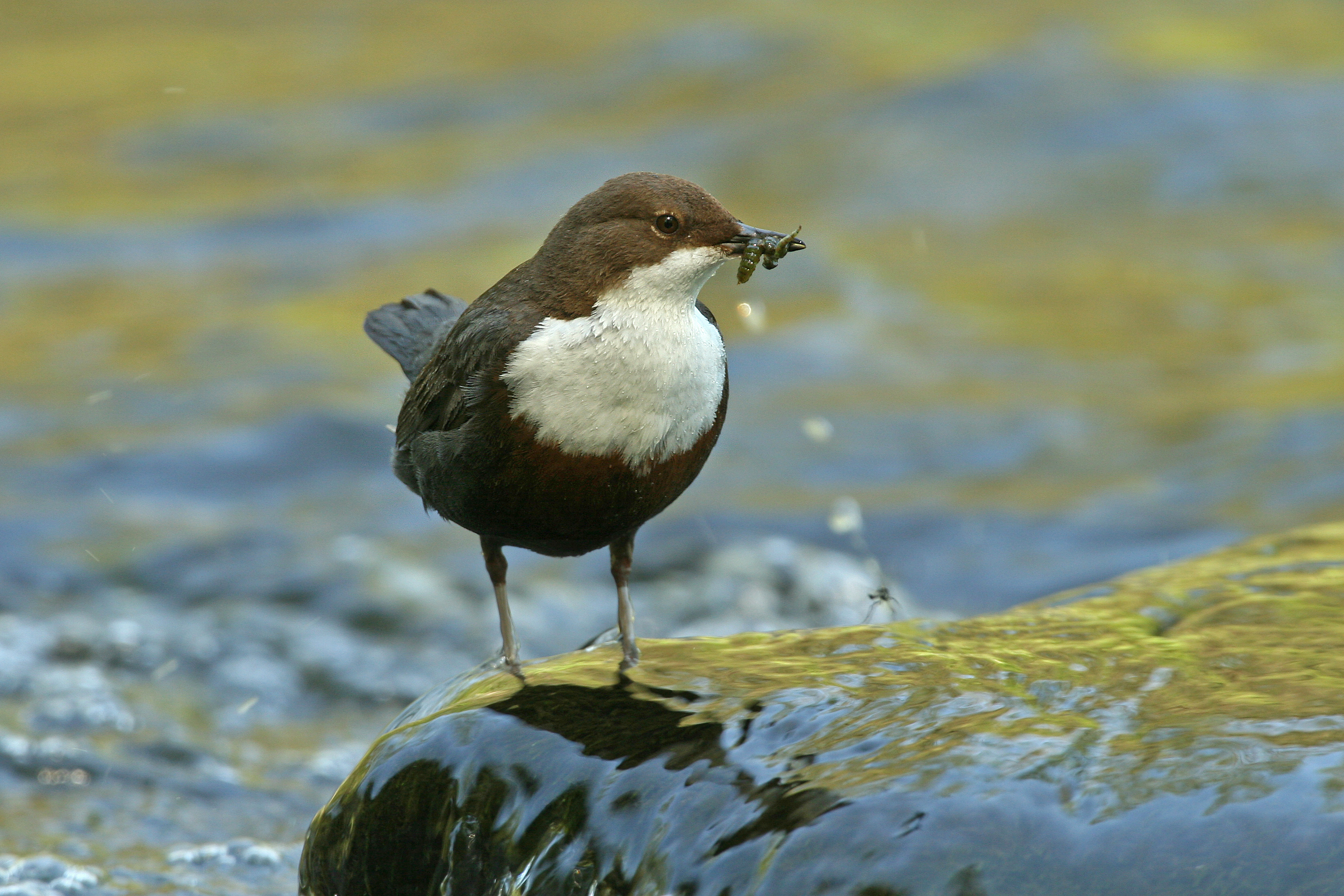
Wasseramsel (Cinclus cinclus)
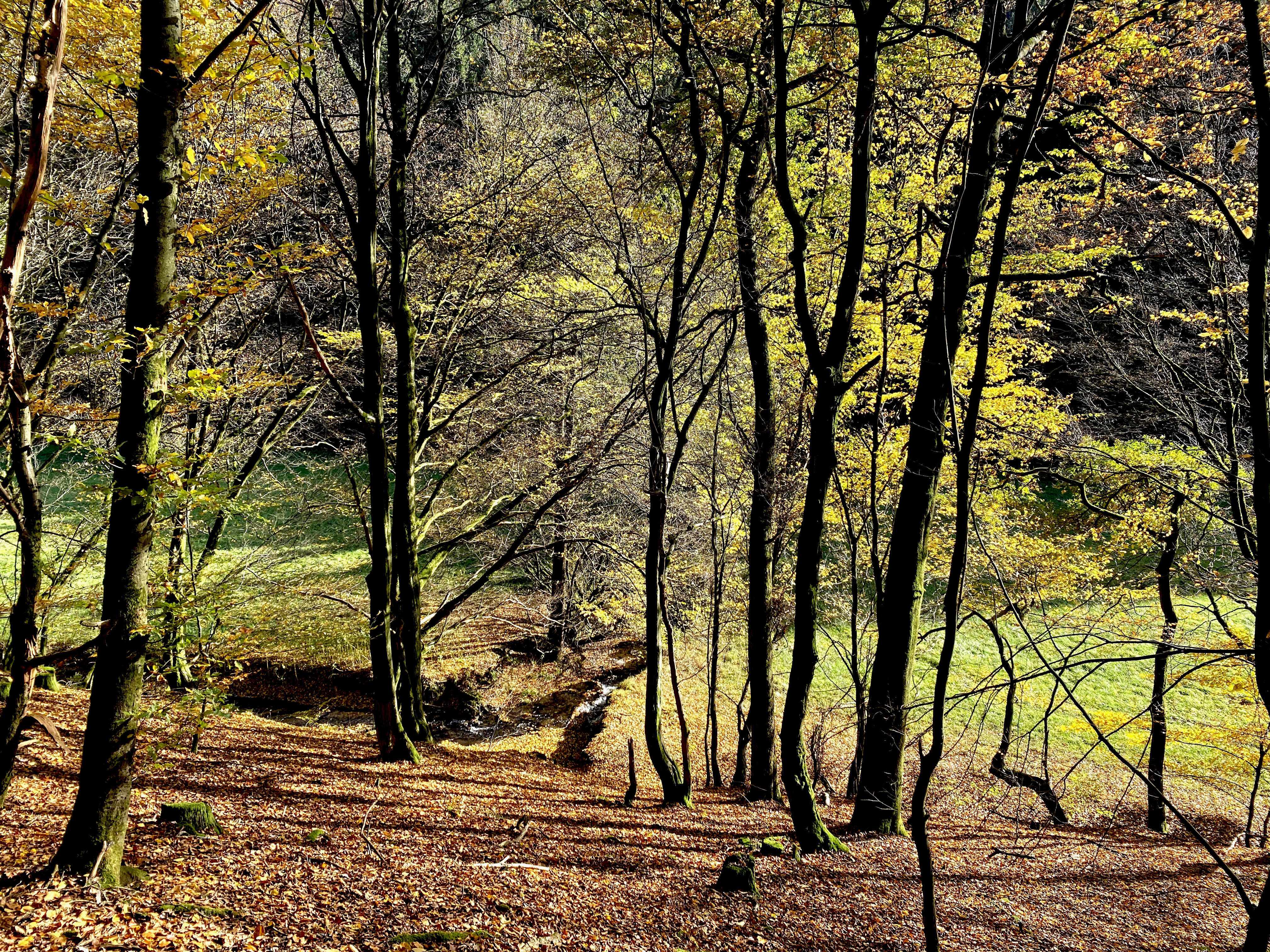
Purder Bachtal im Herbst
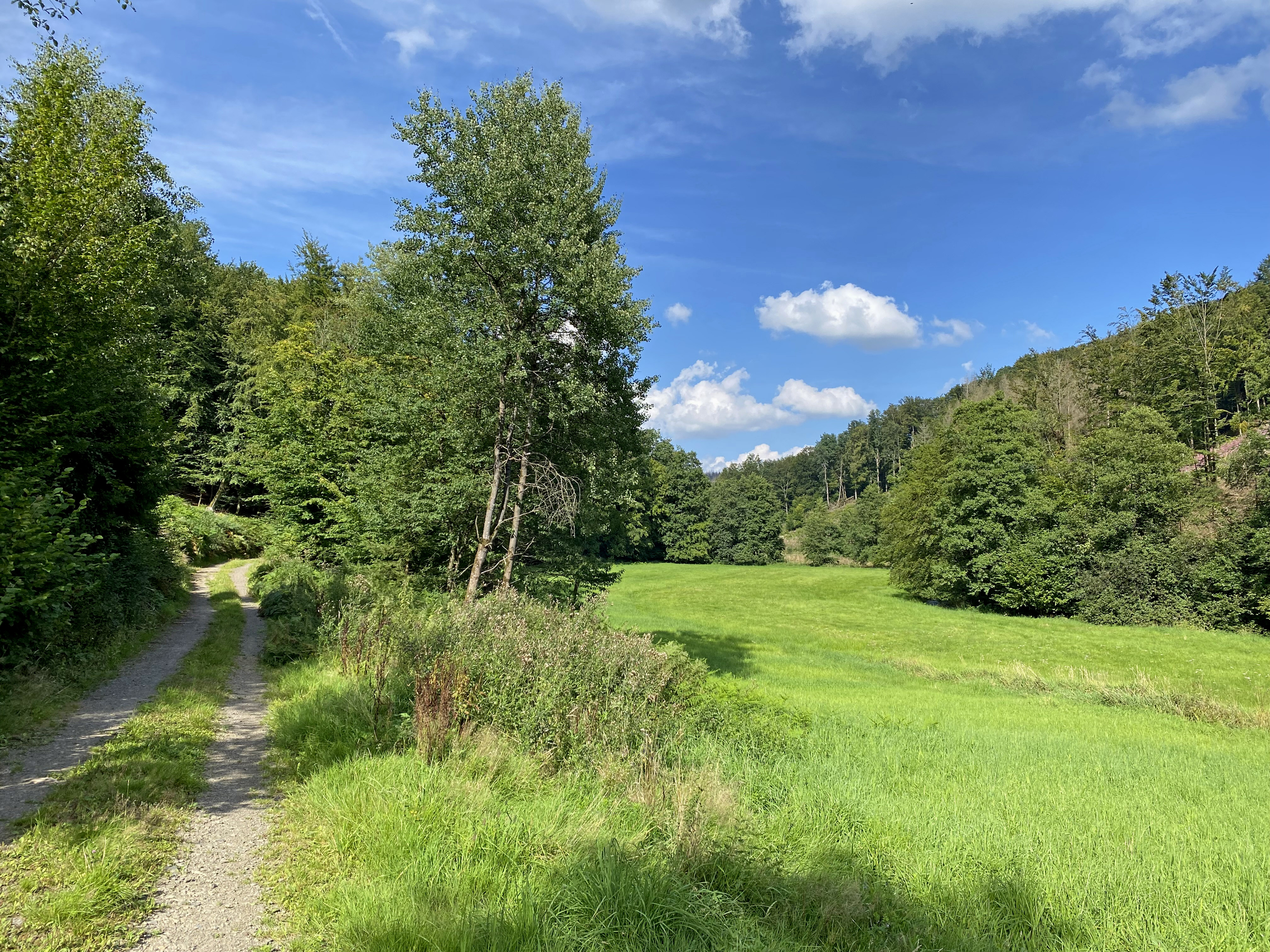
Purder Bachtal zwischen Großkatern und Purd
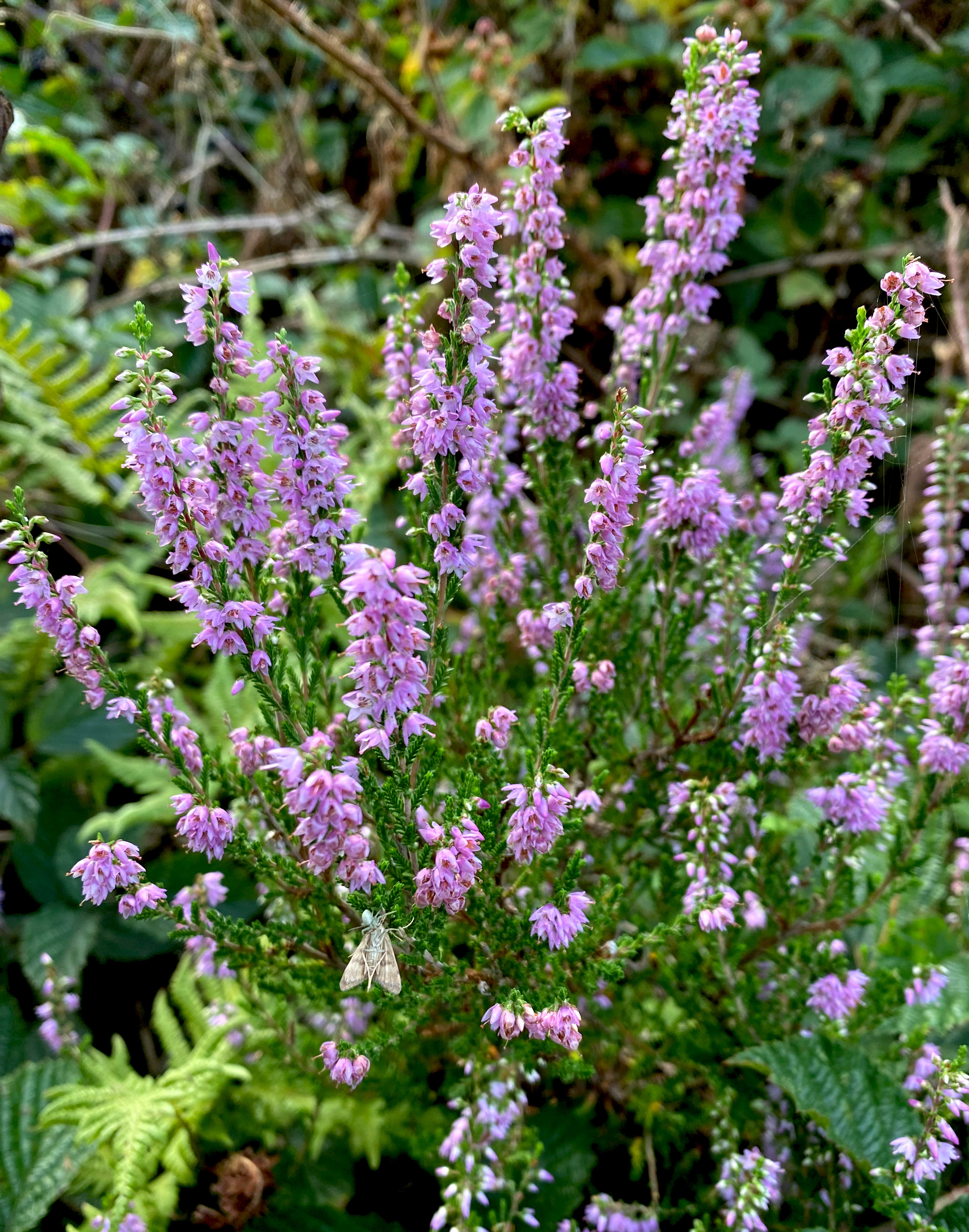
Heidekraut im NSG – Krabbenspinne hat Falter erbeutet
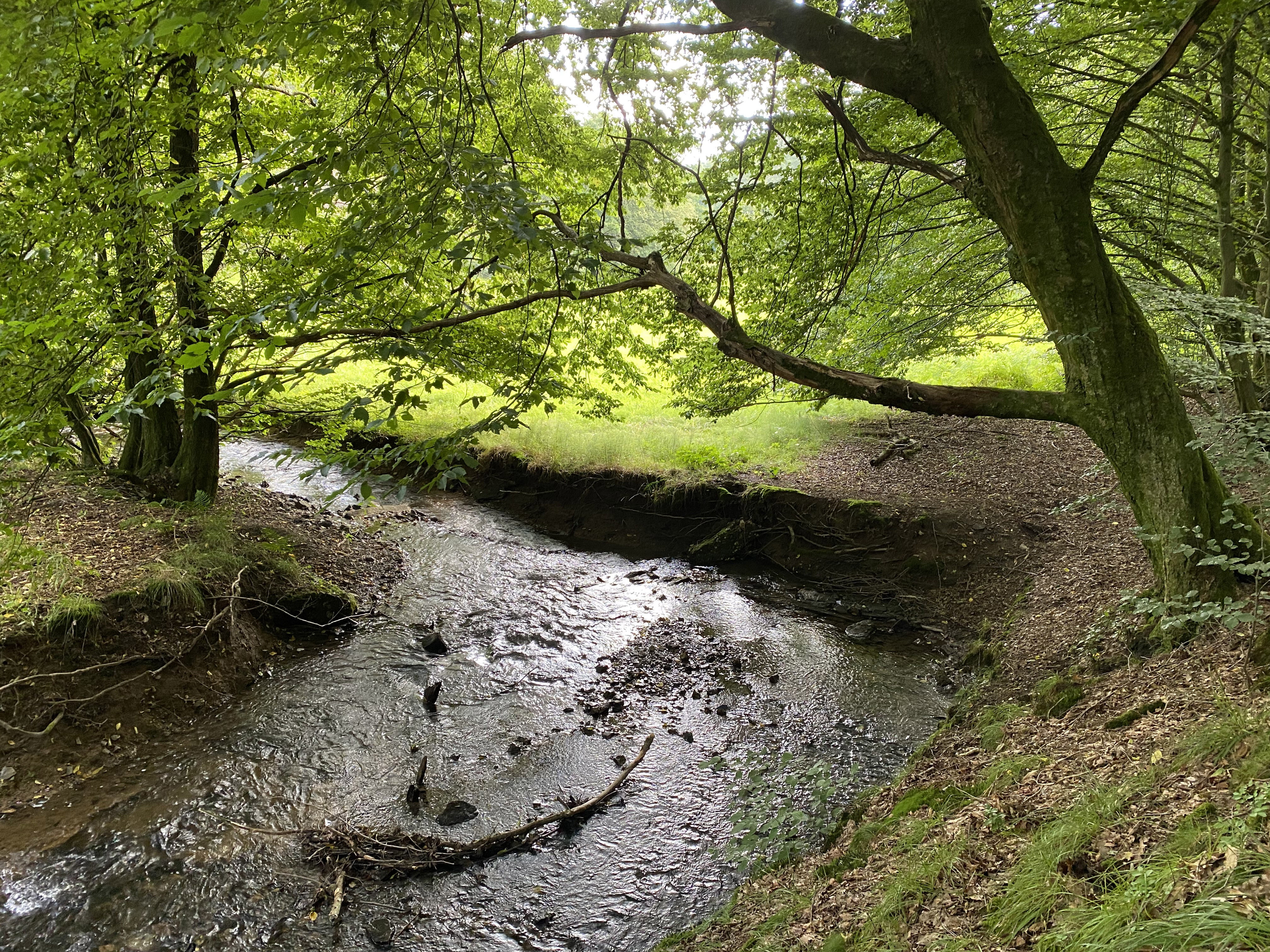
Scharfer Richtungswechsel des Purder Baches
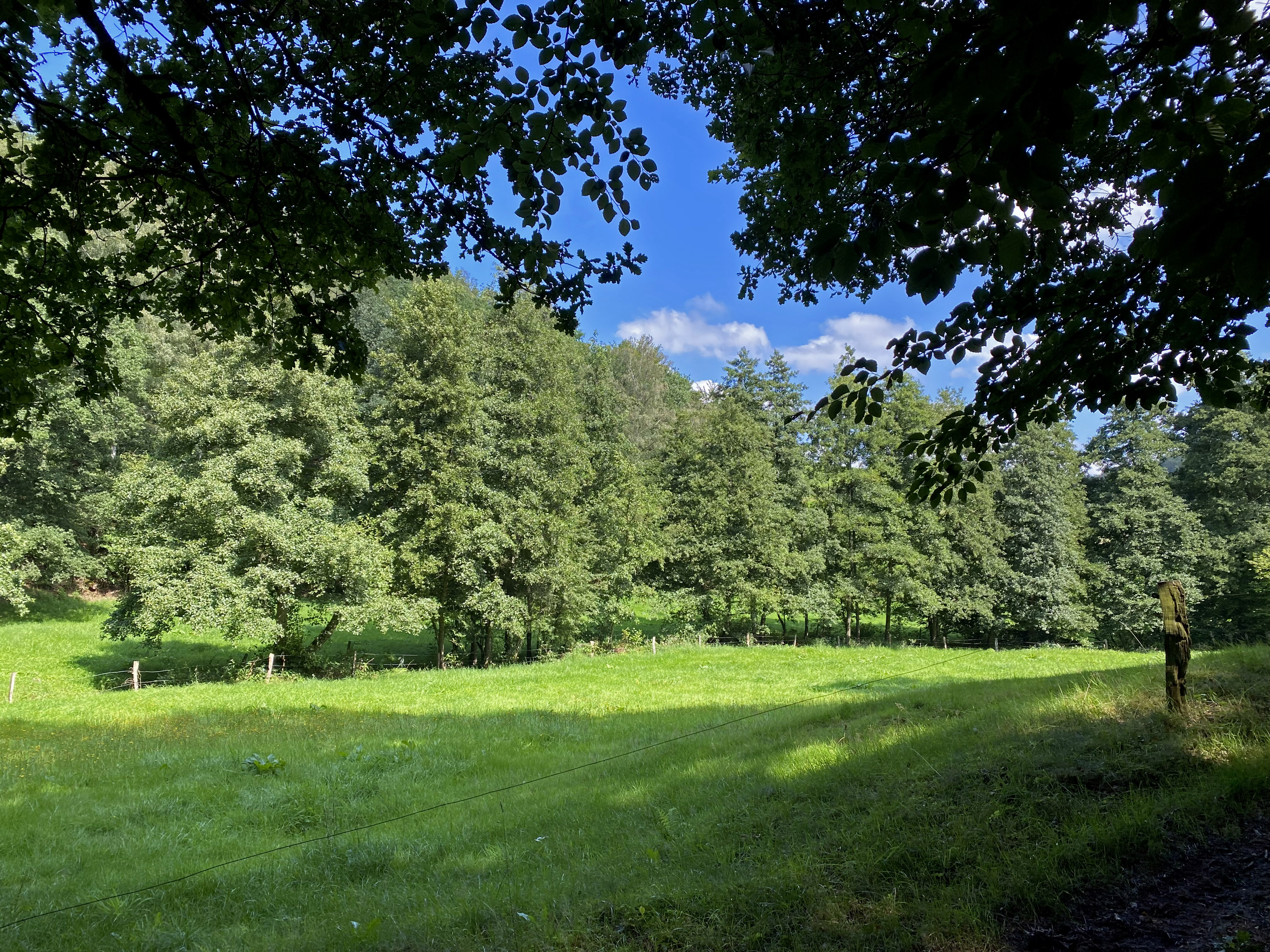
Erlen begleiten das letzte Stück des Wickesberger Baches bis zum Purder Bach